# Календарь международных событий 2010 года
| Календарь 2009 | Календарь 2010 | Календарь 2011 |

Список содержит календарь международных форумов на 2010 год.

## Январь
- 26 января: 10-й Всемирный социальный форум в Порту-Алегри, Бразилия[1]
- 27—31 января: 40-й Всемирный экономический форум в Давосе, Швейцария[2]

## Февраль
- 5—7 февраля: 46-я Конференция по вопросам безопасности в Мюнхене, Германия[3]
- 9 февраля: Внеочередной саммит УНАСУР по вопросу оказания помощи Республике Гаити в Кито, Эквадор[4]
- 22−23 февраля: Саммит Группы Рио в Канкуне, Мексика[5]

## Март
- 27—28 марта: 22-й саммит Лиги арабских государств в Сирте, Ливия[6]

## Апрель
- 6−8 апреля: Всемирный экономический форум для стран Латинской Америки в Картахене, Колумбия[7]
- 11—12 апреля: Саммит по ядерной безопасности в Вашингтоне, США[8]
- 15—16 апреля: 2-й саммит БРИК в Бразилиа, Бразилия[9]

## Май
- 5−7 мая: 20-й Всемирный экономический форум по Африке в Дар-эс-Саламе, Танзания[10]
- 31 мая−1 июня: 25-й Саммит «Россия-ЕС» в Ростове-на-Дону[11]

## Июнь
- 8 июня: 3-й Саммит Совещания по взаимодействию и мерам доверия в Азии в Стамбуле, Турция[12]
- 10—11 июня: Саммит ШОС в Ташкенте, Узбекистан[13]
- 17 июня: Саммит саммит глав государств и правительств 27 стран Евросоюза в Брюсселе, Бельгия[14]
- 25—26 июня: Саммит G8 в Хантсвилле, Канада[15]
- 26—27 июня: Саммит G20 в Торонто, Канада[16]

## Июль
- 24—26 июля: 15-й саммит Африканского Союза в Кампале, Уганда[17]

## Октябрь
- 22—24 октября: Всемирный экономический форум по проблемам Ближнего Востока и Северной Африки в Марракеше, Марокко[18]

## Ноябрь
- 22 ноября: Саммит Украина-Европейский Союз в Брюсселе, Бельгия.